# 破墓/パミョ
『破墓/パミョ』（파묘）」は、2024年に公開された大韓民国のオカルト・ミステリ映画。チャン・ジェヒョン（張宰賢）が脚本と監督を務め、チェ・ミンシク、キム・ゴウン、ユ・ヘジン、イ・ドヒョンが主演。本作は、不吉な墓の発掘の過程を追い、墓の下に埋もれていた恐ろしい結果が暴かれる。本作は、2025年2月22日の土曜日に、観客通算1000万人を迎えた。

## 概要
巨額のお金を受けて不審な墓を移設改葬した風水師と葬儀師、巫堂たちが繰り広げる奇妙な事件を盛り込んだオカルト・ミステリ映画。

## あらすじ
超自然的な災いが降りかかって苦しむロサンゼルスに住む裕福な家族は、赤ん坊を護ろうと、若く才能ある2人の巫堂（ムダン）、ファリムとボンギルに助けを求める。ファリムは「ムドメブルム（무덤의 부름、墓の呼びかけ）」という、家族を悩ませる祖先の邪悪な存在を感知する。
ファリムは、自分の分野で最高の風水師であるサンドクと、葬儀師ヨングンの助けを借りて墓を掘り、祖先を癒すために出かける。しかし、彼らは韓国の田舎町の怪しい場所で墓を発見し、衝撃を受ける。彼らは発掘を進め、その下に埋もれていた邪悪な力を解こうとする。

## キャスト
（†）表示は、作中で最終的に死亡する人物。

### 主演
- チェ・ミンシク - キム・サンドク - 土地を探す風水師。
- キム・ゴウン - イ・ファリム - 怨霊を癒す巫堂。
- ユ・ヘジン - コ・ヨングン - 礼を備えた葬儀師。
- イ・ドヒョン - ユン・ボンギル - 経文を唱える法師。

### その他
- キム・ジェチョル（朝鮮語版） - パク・ジヨン - パク・ジョンスンの息子、パク・グンヒョンの孫。
- チョン・チョンチョル（朝鮮語版）：パク・ジョンスン（†） - パク・ジヨンの父、パク・グンヒョンの息子。
- イ・ヨンラン（朝鮮語版） - ベ・ジョンジャ
- パク・ジョンジャ（朝鮮語版） - パク・ジヨンのおば
- チェ・ムンギョン（朝鮮語版） - おばの娘
- チョン・ユンハ（朝鮮語版） - パク・ジヨンの妻
- パク・ジイル（朝鮮語版） - パク・ジヨンの会計士
- キム・ソニョン - オ・クァンシム
- キム・ジアン（朝鮮語版） - パク・ジャヘ
- コ・チュンジャ（고춘자）[3]- ファリムの祖母
- イ・ジョング（朝鮮語版） - ボグク寺（보국사）菩薩

### 悪役
- チョン・ジンギ（朝鮮語版） - パク・グンヒョン - 本作のサブビラン（悪役の準主役）- パク・ジヨンの祖父、パク・ジョンスンの父
- キム・ミンジュン - 鬼大名（日本の鬼神）（†）- 本作のラスボス
  - 体型は、バスケットボール選手のキム・ビョンオ（김병오、1990年 - ）である[4]。
  - 日本語の声は小山力也、朝鮮語の声はチェ・ナキュン（朝鮮語版）が担当している[5]。
- チャン・エドン（장의돈）- キ・スンエ（むらやま じゅんじ）- 本作の黒幕

### 評価
シネ21の映画評論家たちは、概ね好評を下した。イ・ヨンチョル（이용철）は、5点満点中4点を与え、「うまく作ったジャンル映画で、その含意も素晴らしい」と評した。

## 受賞
| 授賞式                                        | 年度 | 部門                      | 候補                                                  | 結果       | 脚注        |
| --------------------------------------------- | ---- | ------------------------- | ----------------------------------------------------- | ---------- | ----------- |
| 第60回百想芸術大賞                            | 2024 | 映画部門作品賞            | 『破墓/パミョ』                                       | ノミネート | [ 7 ] [ 8 ] |
| 第60回百想芸術大賞                            | 2024 | 映画部門 監督賞           | チャン・ジェヒョン                                    | 受賞       | [ 7 ] [ 8 ] |
| 第60回百想芸術大賞                            | 2024 | 映画部門 男性最優秀演技賞 | チェ・ミンシク                                        | ノミネート | [ 7 ] [ 8 ] |
| 第60回百想芸術大賞                            | 2024 | 映画部門 女性最優秀演技賞 | キム・ゴウン                                          | 受賞       | [ 7 ] [ 8 ] |
| 第60回百想芸術大賞                            | 2024 | 映画部門 男性助演賞       | ユ・ヘジン                                            | ノミネート | [ 7 ] [ 8 ] |
| 第60回百想芸術大賞                            | 2024 | 映画部門 男性新人演技賞   | イ・ドヒョン                                          | 受賞       | [ 7 ] [ 8 ] |
| 第60回百想芸術大賞                            | 2024 | 映画部門 脚本賞           | チャン・ジェヒョン                                    | ノミネート | [ 7 ] [ 8 ] |
| 第60回百想芸術大賞                            | 2024 | 映画部門 芸術賞           | キム・ビョンイン（김병인）- 音響                      | 受賞       | [ 7 ] [ 8 ] |
| 第33回 釜日映画賞                             | 2024 | 最優秀作品賞              | 『破墓/パミョ』                                       | ノミネート |             |
| 第33回 釜日映画賞                             | 2024 | 最優秀監督賞              | チャン・ジェヒョン                                    | ノミネート |             |
| 第33回 釜日映画賞                             | 2024 | 女優主演賞                | キム・ゴウン                                          | ノミネート |             |
| 第33回 釜日映画賞                             | 2024 | 男優助演賞                | ユ・ヘジン                                            | ノミネート |             |
| 第33回 釜日映画賞                             | 2024 | 新人男性演技賞            | イ・ドヒョン                                          | 受賞       |             |
| 第33回 釜日映画賞                             | 2024 | 脚本賞                    | チャン・ジェヒョン                                    | ノミネート |             |
| 第33回 釜日映画賞                             | 2024 | 音楽賞                    | キム・テソン                                          | ノミネート |             |
| 第33回 釜日映画賞                             | 2024 | 美術技術賞                | ソ・ソンギョン（서성경）- 美術                        | ノミネート |             |
| 第44回 韓国映画評論家協会賞                   | 2024 | 新人男優賞                | イ・ドヒョン                                          | 受賞       |             |
| 第44回 韓国映画評論家協会賞                   | 2024 | 映評 10選                 | 『破墓/パミョ』                                       | 受賞       |             |
| 第45回青龍映画賞                              | 2024 | 最優秀作品賞              | 『破墓/パミョ』                                       | ノミネート |             |
| 第45回青龍映画賞                              | 2024 | 監督賞                    | チャン・ジェヒョン                                    | 受賞       |             |
| 第45回青龍映画賞                              | 2024 | 男優主演賞                | チェ・ミンシク                                        | ノミネート |             |
| 第45回青龍映画賞                              | 2024 | 女優主演賞                | キム・ゴウン                                          | 受賞       |             |
| 第45回青龍映画賞                              | 2024 | 男優助演賞                | ユ・ヘジン                                            | ノミネート |             |
| 第45回青龍映画賞                              | 2024 | 新人男優賞                | イ・ドヒョン                                          | ノミネート |             |
| 第45回青龍映画賞                              | 2024 | 脚本賞                    | チャン・ジェヒョン                                    | ノミネート |             |
| 第45回青龍映画賞                              | 2024 | 編集賞                    | チョン・ビョンジン（정병진）                          | ノミネート |             |
| 第45回青龍映画賞                              | 2024 | 音楽賞                    | キム・テソン                                          | ノミネート |             |
| 第45回青龍映画賞                              | 2024 | 美術賞                    | ソ・ソンギョン                                        | 受賞       |             |
| 第45回青龍映画賞                              | 2024 | 撮影照明賞                | イ・モゲ - 撮影、イ・ソンファン（이성환）- 照明       | 受賞       |             |
| 第45回青龍映画賞                              | 2024 | 技術賞                    | イ・ウンジュ（이은주）- 扮装                          | ノミネート |             |
| 第11回 ソウル国際映画大賞（서울국제영화대상） | 2024 | 男優助演賞                | キム・ジェチョル                                      | 受賞       |             |
| 第11回 韓国映画製作家協会賞                   | 2024 | 女優主演賞                | キム・ゴウン                                          | 受賞       |             |
| 第11回 韓国映画製作家協会賞                   | 2024 | 脚本賞                    | チャン・ジェヒョン                                    | 受賞       |             |
| 第11回 韓国映画製作家協会賞                   | 2024 | 撮影賞                    | イ・モゲ                                              | 受賞       |             |
| 第11回 韓国映画製作家協会賞                   | 2024 | 照明賞                    | イ・ソンファン                                        | 受賞       |             |
| 第11回 韓国映画製作家協会賞                   | 2024 | 美術賞                    | ソ・ソンギョン                                        | 受賞       |             |
| 第25回 釜山映画評論家協会賞                   | 2024 | 男子演技者賞              | チェ・ミンシク                                        | 受賞       |             |
| 第18回アジア・フィルム・アワード              | 2025 | 作品賞                    | 『破墓/パミョ』                                       | ノミネート |             |
| 第18回アジア・フィルム・アワード              | 2025 | 監督賞                    | チャン・ジェヒョン                                    | ノミネート |             |
| 第18回アジア・フィルム・アワード              | 2025 | 主演男優賞                | チェ・ミンシク                                        | ノミネート |             |
| 第18回アジア・フィルム・アワード              | 2025 | 主演女優賞                | キム・ゴウン                                          | ノミネート |             |
| 第18回アジア・フィルム・アワード              | 2025 | 新人演技賞                | イ・ドヒョン                                          | ノミネート |             |
| 第18回アジア・フィルム・アワード              | 2025 | 脚本賞                    | チャン・ジェヒョン                                    | ノミネート |             |
| 第18回アジア・フィルム・アワード              | 2025 | 衣装賞                    | チェ・ギョンソン（채경선）                            | 受賞       |             |
| 第18回アジア・フィルム・アワード              | 2025 | 美術賞                    | ソ・ソンギョン                                        | ノミネート |             |
| 第18回アジア・フィルム・アワード              | 2025 | 音楽賞                    | キム・テソン                                          | ノミネート |             |
| 第18回アジア・フィルム・アワード              | 2025 | 視覚効果賞                | キム・シンチョル（김신철、ダニエル・ソン（다니엘 손） | 受賞       |             |
| 第18回アジア・フィルム・アワード              | 2025 | 音響賞                    | キム・ビョンイン（김병인）                            | ノミネート |             |